# Eutektoid
Eutektoid je homogenní směs sestávající minimálně ze dvou složek v tuhé fázi, která vznikne ochlazením soustavy pod určitou teplotu bez změny skupenství, čímž se liší od eutektika, kde při vzniku nastává přechod z kapalné do pevné fáze. Příkladem eutektoidu je perlit (směs feritu a cementitu v soustavě železo-uhlík), který vzniká z austenitu při teplotě 727 °C při koncentraci uhlíku mezi 0,02 % a 6,68 %.